# Eurynorhynchus pygmeus
El correlimos cuchareta (Eurynorhynchus pygmeus) es una especie de ave de la familia Scolopacidae, que se encuentra en verano el nororiente de Rusia y en invierno en el Sudeste de Asia.

## Distribución y hábitat
Anida entre junio y julio en las zonas costeras en el tundra, en lugares con hierba cerca de charcos de agua dulce. Pasa la temporada reproductiva en las costas y áreas adyacentes en la Península de Chukchi y hacia el sur a lo largo del istmo de Kamchatka. Luego migra hacia la costa del Pacífico a través de Japón, Corea del Norte, Corea del Sur y China, a pasar el invierno en el sur y sudeste de Asia, donde ha sido registrada en la India, Bangladés, Sri Lanka, Birmania, Tailandia, Vietnam, las Filipinas, Malasia y Singapur.

## Descripción

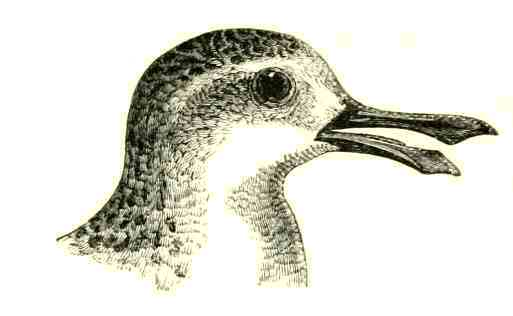
Cabeza

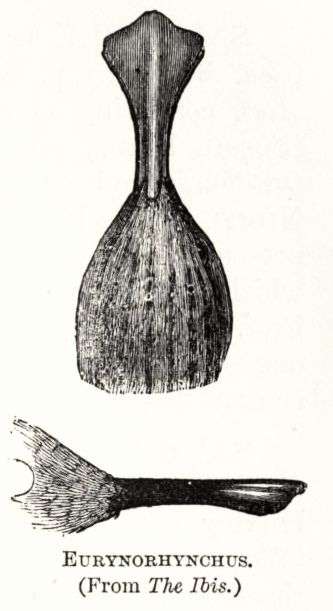
El pico desde arriba y de lado.

La característica que más distingue esta especie es su pico en forma de espátula, de 19 a 24 cm de largo. El ave adulta mide entre 14 y 16 cm de longitud con anchura mayor de 10 a 12 mm. La cabeza es de color castaño rojizo; el cuello y el pecho tienen rayas marrón oscuro. Las partes superiores son negruzcas con halos de color de ante o rojizo pálido. En la época no reproductiva carecen de la coloración rojiza y en cambio presentan tonos pálidos de color marrón grisáceo, con franjas blanquecinas en las partes superiores de las coberteras alares. Las partes inferiores son blancas y las patas son negras.
Sus llamados incluyen un prip de tranquilidad o un whiir estridente. Durante la exhibición en el cortejo emite un zumbido intermitente y descendente Prir-prr prr [cita requerida].

## Alimentación
Se alimenta del barro húmedo y el agua superficial, los cuales que arrastra lateralmente con su pico espátula de pico, que mueve de lado a lado, mientras camina hacia delante con la cabeza hacia abajo.

## Taxonomía
Esta especie fue descrita por Carlos Linneo en su Systema naturæ en 1758, como Platalea pygmea. Fue trasladada al género monotípico Eurynorhynchus por Sven Nilsson en 1821.
Su morfología, adaptación y la secuencia de ADN aún no permiten determinar sus parientes más cercanos.